# Tuňák
Tuňák je český rodový název pro několik druhů makrelovitých ryb z rodů Thunnus, Auxis, Euthynnus, Katsuwonus a Orcynopsis. Nejznámější je tuňák obecný.

## Teplokrevnost
Tuňák umí měnit teplotu celého těla. To mu pravděpodobně i zlepšuje zrak zvýšením prokrvenosti sítnice, tudíž i zvyšuje jeho loveckou úspěšnost.

## Problematika lovu tuňáků
Vzhledem k tomu, že je celosvětová poptávka po mase tuňáků veliká, došlo k masivnímu přelovení této ryby. Mnohé populace jsou na hraně kolapsu a některým hrozí dokonce vyhubení. S problémem lovu mořských ryb ovšem nesouvisí jen jejich nadlimitní výlovy, ale také způsob jejich lovu. Moderní způsoby rybolovu jsou nešetrné k okolnímu prostředí. Používají se takové metody, při kterých jsou kromě cílových organismů vyloveny i další nechtěné druhy tzv. výměty. Mezi takové „masové“ způsoby lovu patří lov pomocí dlouhých lovných šňůr a nevody. Nevody neboli kruhové zátahové sítě, anglicky označované „purse seine“, jsou zpravidla doprovázeny vábícím zařízením (FADs) a k lokalizaci hejn cílových ryb mohou sloužit i letadla či vrtulníky. Při lovu na dlouhé šňůry dosahují nechtěné výlovky až 40%. Organismy chycené omylem bývají sice zpět vyhozeny do moře, ale vzhledem k destruktivnosti metod, jsou často již po smrti nebo blízko smrti. Mezi takové organismy patří i řada ohrožených druhů žraloků, želv, mořských ptáků a savců. Navíc bývají chycena i juvenilní stádia tuňáků, a proto populace nestíhají dorůstat a rychle se množit. Kromě samotných lovných metod je za špatné považováno i vábící zařízení, které vábí mořské organismy k sítím a na toto vábení opět reaguje široké spektrum druhů, které jsou pak také loveni.
V padesátých letech byl celosvětový úlovek tuňáků 400 tis. tun, v šedesátých letech přes 1 milion tun, v osmdesátých letech to byly již 2 miliony tun a množství úlovku se nadále zvyšovalo. V roce 1990 úlovek dosáhl 3 milionů tun ryb a největší množství vylovených tuňáků bylo v roce 2005, kdy úlovky přesáhly 4,5 mil. tun. Od té doby množství úlovků pozvolna klesá a u některých druhů jako například u tuňáka obecného se dokonce prudce propadají.

### Trvalá udržitelnost
Existuje alternativní a velice šetrný způsob lovu konkrétního druhu ryb a tím je tradiční metoda lovu na prut a vlasec (pole & line). Při takovém lovu je minimum vedlejšího úlovku a celkový úlovek je překvapivě velký. Navíc se mohou vybírat i jedinci dostatečně staří a mladé kusy ryb mohou zůstat bez poškození a dále se vyvíjet. Přijatelnou alternativou jsou i košelkové nevody bez použití lákacího zařízení (FAD).
V obchodních řetězcích v České republice se můžeme nejčastěji setkat s konzervami obsahujícími tuňáka pruhovaného nebo tuňáka žlutoploutvého. Maso z tuňáka je vždy červené nebo tmavě červené, je-li jeho barva hnědá nebo temně hnědá, jedná se o maso zkažené. Často se s tímto masem setkáváme u asijských pokrmů. Maso sice není cítit, může však způsobit zažívací potíže, při konzumaci větším množství může u lidí s oslabenou imunitou vést i k úmrtí. Vedle těchto dvou druhů bývají k dostání i konzervy s tuňákem křídlatým či tuňákem velkookým, přičemž znepokojující jsou stavy tuňáka žlutoploutvého a křídlatého. Pro stav populace tuňáka velkookého neexistují spolehlivá hodnocení. Nejhojněji vyskytujícím se tuňákem je tuňák pruhovaný, třebaže i jeho stavy celosvětově klesají.